# Liang Yanfen
Dans ce nom chinois, le nom de famille, Liang, précède le nom personnel.
Pour les articles homonymes, voir Liang.
Liang Yanfen (en chinois : 梁 燕芬), née le 26 septembre 2000, est une athlète handisport chinoise concourant en T12 pour les athlètes ayant une déficience visuelle. Elle remporte une médaille de bronze aux Jeux de 2020.

## Carrière
Lors des Jeux paralympiques d'été de 2020, Liang termine sur la 3e marche du podium du 100 m T12 en 12 s 51 derrière la Cubaine Omara Durand (11 s 49) et l'Ukrainienne Oksana Boturchuk (12 s 03).

## Palmarès

### Jeux paralympiques
- médaille de bronze du 100 m T12 aux Jeux paralympiques d'été de 2020 à Tokyo